# Gamo (peuple)
Pour les articles homonymes, voir Gamo.
Les Gamo sont une population d'Afrique de l'Est vivant dans la Corne de l'Afrique en Éthiopie.

## Ethnonymie
Selon les sources et le contexte, on rencontre différentes formes : Gamo-Gofa, Gamos, Gamou, Gamu-Gofa, Gamu, Gamus.

## Population
En Éthiopie, lors du recensement de 2007 portant sur une population totale de 73 750 932 personnes, 1 104 360 se sont déclarées « Gamo ».

## Langues
Ils parlent le gamo (ou gamo-gofa-dawro), une langue omotique. L'amharique est également utilisé.